# Reidab Khatumo
Reidab Khatumo (ook: Raydab Khaatumo, Reydab khaatumo, Reidap Katumi, Reidap Katuumi, Reydap Katumi) is een dorp in de regio Togdheer, in de niet-erkende staat Somaliland, en dus formeel gelegen in Somalië.
Het dorp ligt aan de grens met Ethiopië (provincie Ogaden/Somali).
Reidab Khatumo ligt op een savanne-achtige hoogvlakte, ca. 1000 meter hoog, en hemelsbreed 83 km ten zuiden van de districtshoofdstad Oodweyne. De kern van het dorp bestaat uit een twee korte straten in een V-vorm. Rondom het dorp liggen ongeveer 45 waterreservoirs, zogenaamde berkads, sommigen daarvan met een bezinkingsbassin (catch pool).
Reidab Khatumo is via zandpaden verbonden met de omgeving. Dorpen in de buurt zijn Gocandhaley (op ongeveer 10 km afstand) en Balumbal (15 km), beiden ook aan de Ethiopische grens gelegen. Andere dorpen, meer noordelijk gelegen, zijn Galkagudubi (17 km) en Gedobeh (20 km).
In en rond Reidab Khatumo liggen twee terreinen waarvan bekend is of vermoed wordt dat er landmijnen liggen.

## Klimaat
Reidab Khatumo heeft een tropisch steppeklimaat met een gemiddelde jaartemperatuur van 23,7 °C; de temperatuurvariatie is gering; de koudste maand is januari (gemiddeld 20,8°); de warmste september (25,7°). De regenval bedraagt jaarlijks ca. 267 mm. Daarvan valt bijna de helft in april en mei tijdens de zgn. Gu-regens. Er is een tweede, minder uitgesproken regenseizoen in september-oktober: de zgn. Dayr-regens. Het droge seizoen is van december - februari. De neerslag kan overigens van jaar tot sterk variëren.